# Урманче, Ильдар Бакиевич
Ильдар Бакиевич Урманче (23 апреля 1937, Москва — 27 июля 2001, там же) — московский график, художник-постановщик мультипликационных фильмов. Брат художника-плакатиста Мурата Ишмаметова.

## Участие в профессиональных сообществах
- Союза художников СССР (с 1962);
- Московского Союза художников (с 1962);
- Союза кинематографистов СССР (с 1965);
- Союза кинематографистов России;
- Союза журналистов СССР (с 1972);
- Новой Императорской Академии Художеств (с 1999).

## Отзывы
Вот как писал об Ильдаре Урманче Иван Петрович Иванов-Вано:

Когда о художнике Ильдаре Урманче говорят «изобретательный, неожиданный, тонко чувствующий колорит», мне, его учителю (в 1961 году Ильдар Урманче закончил мою мастерскую во ВГИКе), слышать это отрадно. И здесь не только гордость за ученика. Работам Урманче действительно свойственны эти качества. Взгляните хотя бы на эскиз «Лесной дух» к фильму «Сказка дедушки Ай-По». На чёрном фоне белым пятном величаво расплывается шкура, а под ней в окружении свиты сидит серый пузатый Лесной дух с маленькими глазками и острыми зубами, готовыми всё схватить, потому что ненасытный огонь жадности сжигает его.

Оригинальность художника соединились с бережным отношением к поэзии северной сказки, по которой сделан фильм. Волею художника её образы ожили в пластике, слова переплавились в нежные краски и плавные линии. Для этого нужен особый талант, такт, безошибочное чувство стиля. У Урманче они есть, вот почему в его предварительных эскизах уже решена стилистика будущей картины.

Большинство эскизов Урманче, начиная с диплома и включая, по-моему, лучшую его работу на «Союзмультфильме» «Я жду птенца», сделаны на темы сказок. Вряд ли это случайность: Урманче делает только то, в чем находит для себя изюминку. Мне думается, именно сказка дает простор его умению делать правдоподобным неправдоподобное. Его эскизы полны очарования волшебства и чуда. Дупло — жилище Лесного духа — не только страшно, ужасно, сколько таинственно. Ветви и корни старого дерева околдованы, скованы злыми чарами…

Изящество линий, острый глаз, точная рука — да, верно. Но чисто профессиональными характеристиками не объяснишь какой-то удивительно светлой и радостной природы таланта этого художника. Секрет здесь, пожалуй, в его чистом и ясном восприятии мира. Сколько гармонии и счастья в эскизе «Весна»! У Урманче есть дар видеть в жизни праздник, и это праздничное ощущение он возвращает нам в своих работах.
Скончался в своей мастерской в Москве на Сретенском бульваре 27 июля 2001 года.

## Художник-постановщик
- 1961 — Козлёнок;
- 1963 — Баранкин, будь человеком!;
- 1963 — Дочь солнца;
- 1964 — Московские новости[1];
- 1965 — Незаслуженный пенсионер («Фитиль» № 37)»;
- 1966 — Я жду птенца;
- 1971 — Песни огненных лет;
- 1976 — Сказка дедушки АЙ-ПО;
- 1983 — Дед и журавль;
- 1989 — Притча об артисте. Лицедей[2];
- 1992 — Макбет (Россия, Великобритания).

## Призы
- «Баранкин, будь человеком». XV Фестиваль фильмов для детей и юношества в Венеции, 1963, — Бронзовая медаль (совместно с А. Г. Снежко-Блоцкой).
- «Я жду птенца». Приз XII международного кинофестиваля короткометражных фильмов в Туре (Франция, 1967). «Серебряная медаль» за лучший детский фильм, Премия СИФЕЖ (совместно с Н. Серебряковым).